# Hoplopleura brasiliensis
Hoplopleura brasiliensis är en insektsart som beskrevs av Werneck 1932. Hoplopleura brasiliensis ingår i släktet Hoplopleura och familjen gnagarlöss. Inga underarter finns listade i Catalogue of Life.